# 日本その日その日
『日本その日その日』（原題：Japan Day by Day）は、大森貝塚の発見者として知られるエドワード・S・モース（Edward Sylvester Morse）による、1880年頃の日本を描いた著作である。
1917年にボストンのHoughton Mifflin Harcourt社が出版。この中にある、彼自身が描いた777枚のスケッチも貴重である。

## 内容
全26章と「緒言」から成っている。以下に各章ごとの概略を示す。
第一章 一八七七年の日本 － 横浜と東京1877年6月18日に日本上陸。この日は彼の39歳の誕生日だった。横浜から汽車で東京へ。東京を人力車で移動。日本人の正直さについて。
第二章 日光への旅駅馬車で宇都宮へ。平坦でまっすぐな道路。人力車で日光へ。美しい田舎の風景。
第三章 日光の諸寺院と山の村落東照宮参拝。精巧、大規模、壮麗、3時間見て疲れた。ドクター・マレーと交代で駕籠に乗り中禅寺と男体山へ。
第四章 再び東京へ復路。舟で利根川下り。日本の旅はピストルは不要。浅草の紹介。火事の描写。
第五章 大学の教授職と江ノ島の実験所腕足類の研究のために7月に江ノ島に実験所を作る。準備のため横浜との間を数回往復。
第六章 漁村の生活実験所が完成。江ノ島で家を開けっ放しで寝ている母子の描写。曳網採集作業を開始。
第七章 江ノ島に於る採集8月末までの6週間、漁夫が多種の軟体動物を採ってきてくれたことなど。
第八章 東京に於る生活多数の標本を人力車に載せて東京に帰った。日本人は自然の写生を愛する。
第九章 大学の仕事9月から大学の正規の仕事、講義を開始。松村、佐々木、松浦らと大森貝塚を発掘開始。
第十章 大森に於る古代の陶器と貝塚大森貝塚の発掘、陶器の発見。日本は子供の天国。第1回訪日を終え、11月に帰米。
第十一章 6ヶ月後の東京1878年5月に再び訪日。大久保利通が暗殺された。琴、笛、笙の演奏会を聞く。学生の松浦が脚気で死んだ。
第十二章 北方の島　蝦夷7月、船で函館と小樽へ行き、腕足類を採集。洋食が手に入らず現地食を食べる。
第十三章 アイヌ乗馬で札幌へ。札幌が開拓されたのは8年前。札幌付近のアイヌの描写。馬で苫小牧、室蘭を経由し函館へ。
第十四章  函館及び東京への帰還函館から船で青森へ。そこから人力車で盛岡へ。北上川を船で仙台へ。人力車で白河、宇都宮へ。そして駅馬車で東京へ。
第十五章 日本の一と冬子供用の玩具、年越しの風情、新年の装飾品、凧、餅などの紹介。蜷川式胤と知り合う。
第十六章 長崎と鹿児島とへ1879年5月、船で神戸、長崎、鹿児島へ行き、腕足類採集。
第十七章 南方の旅熊本、長崎、神戸、奈良、京都へ。京都の陶器生産見学。入手陶器は蜷川が鑑定した。大阪城跡。
第十八章 講義と社交大学で動物学の試験。大学の試験は英語で行われる。福沢諭吉の学校で講演。9月に日本を去る。
第十九章 一八八二年の日本1882年6月、3たび日本へ。ドクタア・ビゲロウが同行。蜷川と再会。何度か講演をした。
第二十章 陸路京都へ7月、陸路で西へ。今回は腕頭類ではなく、陶器収集の旅。箱根は徒歩と駕籠で超えた。名古屋で茶会に参加。京都へ。
第二十一章 瀬戸内海広島や岩国を基地に瀬戸内海観光。宮島参拝。広島の宿に1週間金を置いたが誰も盗まない。2週間以上日本食で生活。
第二十二章 京都及びその附近に於る陶器さがし紀伊での農業用具の観察。奈良の鹿は外国人からの餌を食べない。京都で陶工訪問。
第二十三章 習慣と迷信日本一般の迷信について。また日本語に翻訳された西洋の書物のこと。
第二十四章 甲山の洞窟甲山（現熊谷市南部）の根岸武香を訪問。東京・甲山間は日本で一番景色がよい道と評した。
第二十五章 東京に関する覚書同年10-12月の記録。日本の花について。蜷川がコレラで死に、葬式をした。
第二十六章 鷹狩その他黒田清隆に招かれ鷹狩を見物。大隈重信の学校の開校式で講演。蜷川の著作の翻訳。1883年2月まで在日。アジアを経由し帰米。

## おもな登場人物
ドクタア・デーヴィッド・マレー文部省督学監。大森貝塚の発掘をモースが最初に相談した。モースの日光への旅に同行。
外山正一東京大学文学部教授。専門外ながら江ノ島での採集に協力。
松村任三第1回訪日時のモースの助手。のち植物学教授。
矢田部良吉東京大学植物学教授。1878年の北海道への旅に同行。
高嶺秀夫モースの第2回訪日の船に偶然同船し、以後交流。東京師範学校校長。1878年の北海道への旅に同行。
佐々木忠次郎特別学生。1878年の北海道への旅に同行。のち農学部教授。
松浦佐用彦（佐与彦とも）特別学生。モース2回目の訪日時に脚気で死亡。モースは英語で墓碑銘を書いた。
竹中成憲第2回訪日以後交流した医学生。英語は弟の宮岡恒次郎から教わった。モースの甲山訪問時に通訳をした。
蜷川式胤京都出身の陶芸の専門家。陶芸に関する知識をモースに提供した。日本の有名な「好古者」（好古家、antiquarian）として言及される。
アーネスト・フェノロサモースの募集で来日した東京大学哲学政治学の教授。日本美術の再発見の貢献で有名。1882年の西日本の旅に広島まで同行。
ウィリアム・スタージス・ビゲローモースの3回目の訪日の同行者。西日本への旅にも同行。「腕足類は棄てて置いても大丈夫だ。いずれ誰かが世話をするにきまっている。君と僕とが40年前親しく知っていた日本の有機体は、消滅しつつある（中略）我々の年齢の人間こそは、文字通り、かかる有機体の生存を目撃した最後の人である」 と述べ、この著作を書く事をすすめたと、モースの緒言にある。

## 日本語訳
これまで出版された翻訳は、すべてアメリカ留学時にモースから学んだ石川欣一の訳による。
- 科学知識普及会 1929年
- 創元選書32 東京創元社 1939年（抜粋訳）
  - 講談社学術文庫2178（解説：牧野陽子） 2013年 ISBN 978-4-06-292178-7
- 東洋文庫171,172,179 平凡社 1970年